# 알베르 2세 (벨기에)
알베르 2세(프랑스어: Albert II, 1934년 6월 6일 ~ )는 벨기에의 상왕(재위 : 1993년 8월 9일 ~ 2013년 7월 21일)이다.

## 생애
레오폴 3세의 차남이다. 보두앵의 동생으로 집안에서 교육을 받고, 브뤼셀과 주네브에서 공부한 후 1953년 벨기에 해군에 입대하였다.
1962년부터 그의 왕위 상승 때까지 벨기에 대외 무역 사무소의 명예적 의장을 지내면서 해운업의 숙련가가 되었다. 벨기에 적십자사의 회장을 지내기도 하였다.
1993년 8월 9일 형이 심장마비로 사망하자 자녀가 없었기 때문에 그가 왕위를 계승했다. 2013년 7월 21일에 알베르 2세는 퇴위하고, 장남 필리프에게 양위하였다.

## 가족
- 왕비 : 벨기에 왕대비 파올라
  - 아들 : 필리프 - 마틸드 왕비와 결혼
  - 딸 : 외스터라이히에스테 대공비 아스트리드 - 합스부르크 왕가의 분가 오스트리아에스테 공작가의 로렌츠 대공과 결혼
  - 아들 : 로랑 왕자 - 클레어 왕자빈과 결혼
- 시빌 드 셀리 롱샴
  - 딸 : 델핀 공주 - 제임스 오헤어와 결혼

## 퇴위
2013년 7월 21일, 알베르 2세는 고령과 건강을 이유로 퇴위와 동시에 필리프 왕세자에게 국왕의 자리를 양위하였다.